# Liane Buhr
Liane Buhr z domu Weigelt (ur. 11 marca 1956 w Pritzwalk) – niemiecka wioślarka (sternik) reprezentująca NRD, dwukrotna medalistka olimpijska i trzykrotna medalistka mistrzostw świata.

## Kariera
Wystąpiła na igrzyskach olimpijskich w Montrealu w 1976, gdzie osada NRD w składzie: Roswietha Zobelt, Jutta Lau, Viola Poley, Anke Borchmann i Liane Weigelt-Buhr zdobyła złoty medal w czwórkach podwójnych ze sternikiem. W finale wyprzedziły ZSRR o 2,50 sekundy i osadę Rumunii o 2,77 sekundy. Był to debiut tej konkurencji w programie olimpijskim, tym samym reprezentantki NRD zostały pierwszymi w historii mistrzyniami olimpijskimi w czwórkach podwójnych ze sternikiem kobiet. Na rozgrywanych cztery lata później igrzyskach olimpijskich w Moskwie w tej samej konkurencji Jutta Ploch, Jutta Lau, Sybille Reinhardt, Roswietha Zobelt, Gisela Medefindt i Liane Buhr wywalczyły kolejny złoty medal. Tym razem o 0,41 sekundy wyprzedziły osadę ZSRR i o 0,78 sekundy osadę Bułgarii.
W czwórkach podwójnych zdobyła również złoto na mistrzostwach świata w Lucernie (1974), mistrzostwach świata w Nottingham (1975) i mistrzostwach świata w Bledzie (1979).
W 1976 odznaczona Orderem Zasługi dla Ojczyzny. 
Po zakończeniu kariery ukończyła medycynę. Następnie była lekarzem rodzinnym w Fichtenwalde.